# ゼネラルパッカー
ゼネラルパッカー株式会社（英: General Packer Co.,Ltd. ）は、愛知県北名古屋市に本社を置く自動包装機械の中堅メーカー。

## 沿革
- 1961年（昭和36年） - 東陽商事有限会社設立[1]。
- 1962年（昭和37年） - 株式会社ゼネラルパッカー設立[1]。
- 1966年（昭和41年） - 東陽商事有限会社からゼネラルパッカー販売株式会社に組織変更[1]。
- 1969年（昭和44年） - ゼネラルパッカー販売株式会社が株式会社ゼネラルパッカーを吸収合併し、現社名に変更[1]。
- 2003年（平成15年） - 株式を店頭公開（現在のJASDAQ）[1]。
- 2011年（平成23年） - 名古屋証券取引所2部に上場[1]。
- 2012年（平成24年） - ワイ・イー・データと提携[1]。
- 2016年（平成28年） - オサ機械株式会社の全株式を取得し、完全子会社化[2]。

## 製品
- 給袋式
- 製袋式
- ガス充填式

## 事業所
- 本社・工場（愛知県北名古屋市）
- 東京営業部（東京都千代田区）